# Gustav Daniel Budkowski
Gustav Daniel Budkowski, auch Gustav von Budkowski, Daniel von Budkowski oder Gustav von Budkowsky (* 5. Juni 1813 in Riga, Gouvernement Livland, Russisches Kaiserreich; † 7. August 1884 in Albano Laziale, Italien), war ein polnisch-deutschbaltischer Genre-, Historien-, Porträt- und Landschaftsmaler sowie Lithograf.

## Leben

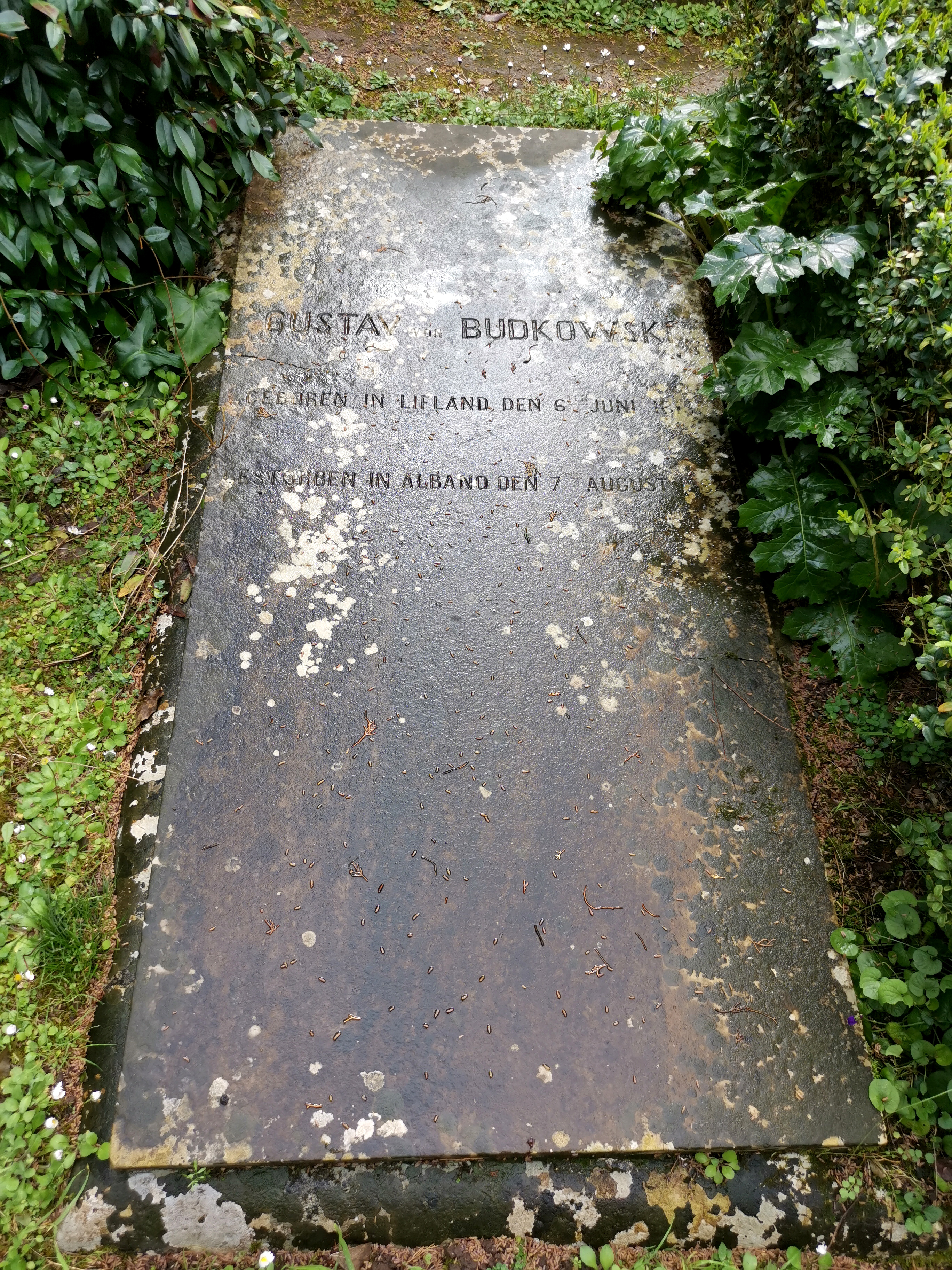
Grab auf dem Nichtkatholischen (Protestantischen) Friedhof Rom

Budkowski, Sohn eines Majors, trat in das russische Kadettenkorps ein und brachte es im Laufe des Militärdienstes im Kaukasus in den Rang eines Leutnants. Dann beendete er die Militärkarriere. 1840 arbeitete er an der Mühe’schen lithographischen Anstalt in Riga. Von 1843 bis 1846 studierte er als freier Hörer bei Fjodor Antonowitsch Bruni und Karl Pawlowitsch Brjullow an der Kaiserlichen Kunstakademie in Sankt Petersburg. Brjullow beteiligte ihn an der Ausmalung der Isaakskathedrale. Ab 1854 hielt er sich zwei Jahre im Umfeld der Kunstakademie Düsseldorf auf, ferner weilte er sieben Jahre in Paris. Außerdem unternahm er Reisen innerhalb Deutschlands und nach Galizien (Krakau), wo er in den 1860er Jahren wiederholt ausstellte. 1869 ließen sich Fritz Reuter und dessen Gemahlin Luise, geborene Kuntze, von ihm malen. Zu Beginn der 1870er Jahre lebte er in Dresden. 1874 heiratete er in Florenz die Dänin Louise Augusta Petersen und zog im gleichen Jahr mit ihr nach Rom, wo sie bis zu seinem Lebensende wohnten. In Rom war er Mitglied des Deutschen Künstlervereins. Budkowski fand seine letzte Ruhestätte auf dem Protestantischen Friedhof in Rom.

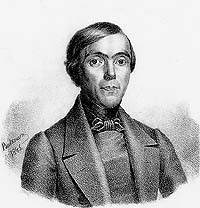
Gustav Budkowski: Elias Lönnrot. Lithografie, 1845